# Wolfgang Schumann (Komponist)

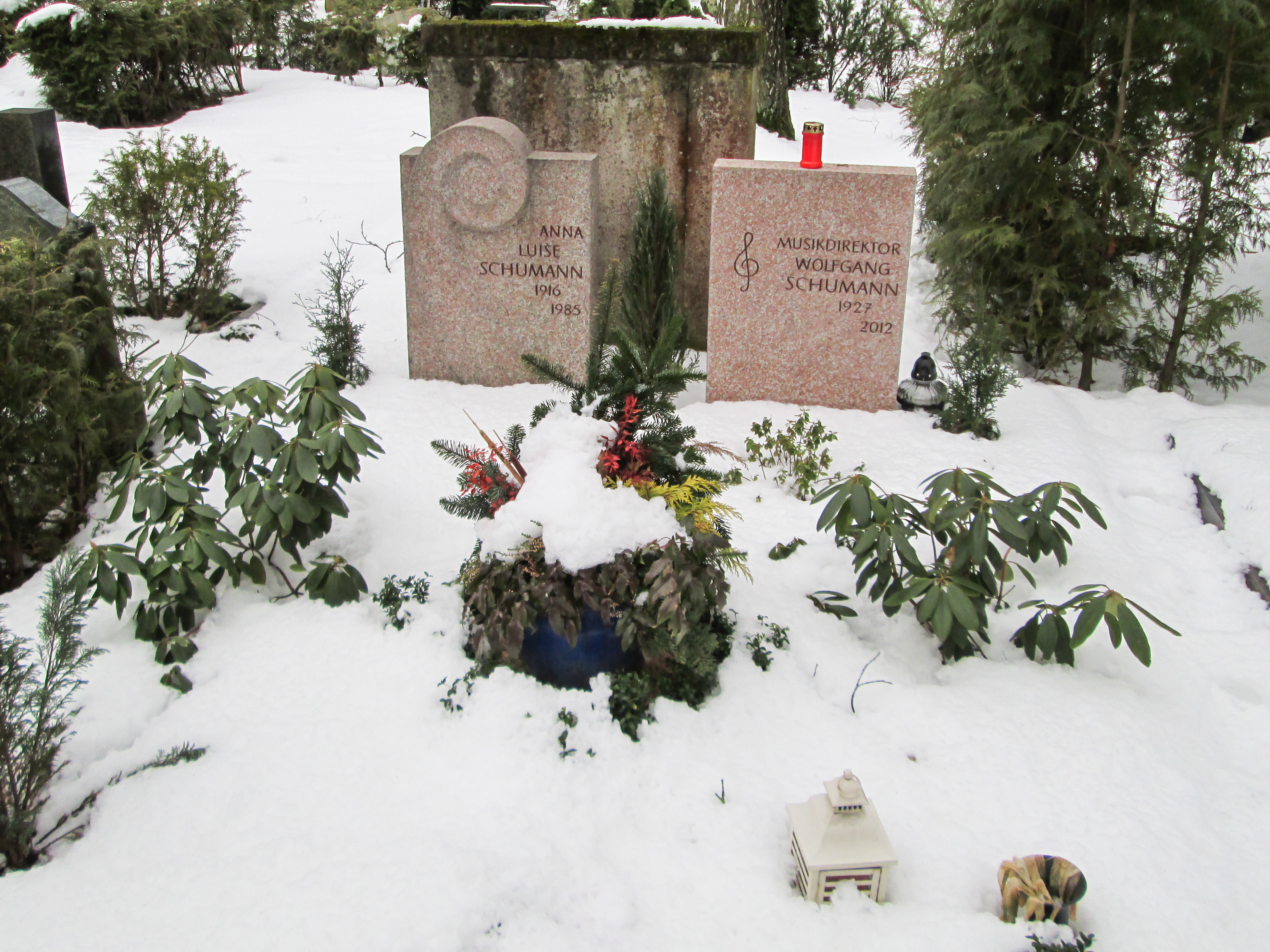
Grab auf dem Waldfriedhof in Schöneiche

Musikdirektor Wolfgang Schumann (* 23. April 1927 in Mönchengladbach; † 2012 in Schöneiche bei Berlin) war ein deutscher Dirigent und Komponist.

## Leben
Schumann wuchs im Rheinland auf. Als er kurz vor Kriegsende 1945 zum Dienst als Flakhelfer herangezogen werden sollte, versteckte er sich mithilfe seines Vaters und eines Pfarrers in Lobenstein und umging so den Militärdienst.
Nach dem Krieg studierte Wolfgang Schumann Dirigieren und Komposition an der Kölner Hochschule für Musik, u. a. bei Günter Wand. Danach war er als Gastdirigent (z. B. beim Rundfunk-Sinfonieorchester Leipzig) sowie an mehreren Theatern als Kapellmeister tätig, zuletzt leitete er die Neubrandenburger Philharmonie.
Seit 1958 lebte Wolfgang Schumann in Schöneiche bei Berlin und arbeitete dort als freiberuflicher Komponist, nachdem er aufgrund eines Unfalls seinen Dirigentenberuf nicht mehr ausüben konnte. Seine Frau Annemarie Schumann, mit der er seit 1986 verheiratet war, war dort evangelische Pastorin, er begleitete regelmäßig ihre Gottesdienste musikalisch am Klavier oder der Orgel.
Als Komponist wandte Schumann sich hauptsächlich konzertanter Unterhaltungsmusik zu, insbesondere für Fernsehen und Rundfunk. Vor allem in seinen späteren Jahren schrieb er auch viele Titel für regionale Ensembles, wie das Jugendorchester in Frankfurt (Oder) und Zielona Góra, das 1. Brandenburgische Garde-Blasmusikkorps Fürstenwalde und für verschiedene Flötenensembles seiner Frau.
Er wurde auf dem Schöneicher Waldfriedhof beigesetzt.